# Белова, Тамара Дмитриевна
Тамара Дмитриевна Белова (31 января 1940) ― советский и российский учёный в области литературоведения, педагог, доктор филологических наук, профессор кафедры русской и зарубежной литературы в Саратовском государственном университете им Н. Г. Чернышевского.

## Биография
Родилась 31 января 1940 года в селе Романовка Шкотовского района Приморского края. С 1957 по 1962 год проходила обучение и успешно окончила Благовещенский государственный педагогический институт, получила специальность учитель русского языка и литературы.
С 1966 по 1969 год проходила обучение в аспирантуре по кафедре советской литературы при Московском областном педагогическом институте. В 1971 году защитила диссертацию на соискание ученой степени кандидата филологических наук, на тему: «Проблема интеллигенции и её художественное воплощение в творчестве М. Горького на рубеже XIX и XX веков (90-е — начало 1900-х гг.)».
В 1982 году стажировалась на кафедре советской литературы в Московском областном педагогическом институте. В 1988 году в этом же учреждении проходила стажировку на кафедре русской литературы. В 1993 году стажировалась в Государственном музее К. А. Федина.
В 2001 году защитила диссертацию на соискание ученой степени доктора филологических наук в диссертационном совете по литературоведению Московского государственного областного университета, на тему: «Эволюция эстетических взглядов М.Горького (1890-е — 1910-е гг.) в контексте культурологических исканий эпохи».
Позже — профессор кафедры русской и зарубежной литературы в Саратовском государственном университете им. Н. Г. Чернышевского. Преподаватель дисциплин «Литературоведение», «Историю литературоведческих учений», «Историю русской литературы рубежа XIX—XX веков», «Отечественную историю в художественной литературе».
Постоянный участник международных и всероссийских конференций, автор публикаций в научных изданиях. Организатор и участник «Фединских чтений», «Горьковских чтений». С 2006 по 2015 годы ежегодно принимала участие в Международной научной конференции «Междисциплинарные связи при изучении литературы».

## Монографии и работы
- Белова Т. Д. Драматургия М.Горького 1900-х годов. Проблемы жанрового анализа. / Учебное издание. — Саратов. Изд-во Сарат. Пед.ин-та. 2000.- 106 с.
- Белова Т. Д. Эволюция эстетических взглядов М.Горького (1890-е — 1910-е гг.) в контексте культурологических исканий эпохи. Монография / Под ред. проф., засл. Деятеля науки РФ Л. А. Смирновой. — М.: Изд-во Моск. гос. обл. ун-та, 2004.- 344 с.
- Белова Т. Д. Вопросы культуры в книге М.Горького «Жизнь Клима Самгина» // М.Горький и культура. Горьковские чтения 2010. Материалы XXXIV Международной конференции. — Нижний Новгород: РИ."Бегемот", 2012. С. 52-64.
- Белова Т. Д. История литературоведческих учений. Часть 1. Учебное пособие. 3-е изд., дораб., дополн. Саратов. ИЦ «Наука», 2012. 68 с.
- Белова Т. Д. Теория литературы. Учебное пособие. 2-е изд., переработанное и дополненное.- Саратов: ИЦ «Наука», 2010. 59 с.
- Белова Т. Д. Поэзия печали и боли: образы крымской природы в повести И. С. Шмелева «Солнце мертвых» // Там же. С. 275—281. ISBN 978-5-9208-0464-8.
- Белова Т. Д. Войны начала XX века в осмыслении и художественном воплощении М. Горького («Жизнь Клима Самгина») // М. Горький: уроки истории. Горьковские чтения 2014 года: Материалы XXXVI Международной научной конференции.- Н.Новгород: ООО «Бегемот НН». 2016.- 384 с. С. 190—201. ISBN 978-5-9907846-3-5.
- Белова Т. Д. Воспоминания Вс .Рождественского о М. Горьком и других как историко-литературный документ // Альманах XX век: Сб. статей. Вып.8. / ГЛМ «XX век»: Сост. Ю. В. Селиванова.- СПб.: Островитянин. 2016.-102 с.: вклейка 16 с.: ил. С.47-56. ISBN 978-5-98921-064-0. (Зарегистрировано в РИНЦ).
- Белова Т. Д. Литературный портрет в творчестве М. Горького 1920-х годов: к проблеме воплощения жизненных ценностей («Леонид Красин», «Савва Морозов», и другие) // Словесное искусство Серебряного века и русского зарубежья в контексте эпохи. Смирновские чтения: Сборник статей по итогам II Международной научной конференции (г. Москва, МГОУ, 22-23 января 2016 г.) / сост., под общ. ред. Л. Ф. Алексеевой, В. Н. Климчуковой, С. В. Крыловой.- М.: ИПУ, МГОУ, 2016. — 268. С.109-117. ISBN 978-5-7017-2651-0. (Зарегистрировано в РИНЦ)